# Jürgen Marcus
Pour les articles homonymes, voir Beumer et Marcus.
Jürgen Marcus (nom  d'artiste de Jürgen Beumer) était un chanteur allemand né le 6 juin 1948 à Herne dans la région de la Ruhr en Allemagne et mort le 17 mai 2018 à Munich à l'âge de 69 ans. Il chantait des Schlager allemands.

## Biographie
Jürgen Marcus a commencé en tant que chanteur dans différents groupes dans le courant des années 1960.
Il a eu le rôle de « Claude » dans la comédie musicale Hair en 1969. En 1970, il a joué dans la version allemande d'El Condor Pasa.
Il a été choisi par RTL pour représenter le Luxembourg au Concours Eurovision de la chanson en 1976 avec le titre Chansons pour ceux qui s'aiment, composé par Jack White, avec des paroles de Fred Jay et Vline Buggy. Il a terminé à la 14e place avec un total de 17 points.

## Chansons
- Nur Du (1970)
- Du bist mein ganzes Leben (1971)
- Nur Liebe zählt (1971)
- Warum kann ich deine Liebe nicht vergessen? (1971)
- Eine neue Liebe ist wie ein neues Leben (1972)
- Ein Festival der Liebe (1973)
- Schmetterlinge können nicht weinen (1973)
- Irgendwann kommt jeder mal nach San Francisco (1973)
- Grand Prix d'amour (1974)
- Ich hab' die Liebe nicht erfunden (1974)
- Ein Engel, der mich liebt (1975)
- Ein Lied zieht hinaus in die Welt (1975)
- Auf dem Karussell fahren alle gleich schnell (1975)
- Komm mit - auf die Sonnenseite der Straße (1976)
- Chansons pour ceux qui s´aiment (1976)
- Der Tingler singt für euch alle (1976)
- Auf dem Bahnhof der vielen Gleise (1976)
- Die Uhr geht vor - du kannst noch bleiben (1976)
- Lass mich doch raus aus deiner Jacke (1977)
- Das weiß die ganze Nachbarschaft (1977)
- Was hast du heute abend vor? (1977)
- Davon stirbt man nicht! (1978)
- Lucia-ah (1979)
- Schlaf heute hier (1979)
- Ein Lächeln (1980)
- Unser Leben (1980)
- Engel der Nacht (1981)
- Du (1981)
- Wenn du liebst (1981)
- Ich würde gerne bei dir sein (1982)
- Das Lied vom Glücklichsein (1982)
- Die Sterne lügen nicht (1983)
- Ich lieb dich mehr (1984)
- Ich hab dich gesehn (1986)
- Liberation Day (1988)
- Nochmal mit dir (2004)
- Ich glaub' an die Welt - Album (2004)
- Ich glaub' an die Welt (2004)
- Ich bereue nichts (2005)
- Geh mit der Sonne (2005)
- Nur mein Herz weint (2006)